# Die Bauretter
Die Bauretter war eine deutsche Doku-Soap, die bei RTL II ausgestrahlt wurde. Die erste Sendung lief am 9. August 2011. Am 13. August 2013 startete eine zweite Staffel, die dritte Staffel begann am 2. Juni 2015. In der Sendung wird gezeigt, wie Architekt John Kosmalla und Rechtsanwältin Manuela Reibold-Rolinger sowie verschiedene Handwerker aus der Region Baumängel an Einfamilienhäusern innerhalb von 14 Tagen beheben. Grund für die Baufälligkeit der Häuser ist in der Regel die Insolvenz des Bauunternehmers. 2019 wurde die Sendung von RTL II abgesetzt, nachdem sie bereits 2017 ins Spätprogramm abgeschoben worden war.

## Inhalt
Die Sendung beginnt mit einem Rundgang durch das Haus der Familie, während die Mängel erläutert werden und auch auf Hintergründe eingegangen wird, wie es dazu kam. Im Anschluss an die Hausbesichtigung besprechen sich John Kosmalla und Manuela Reibold-Rolinger, ob der Familie im vorgegebenen Zeitrahmen geholfen werden kann. Sie sprechen sich ab, welche Baumaßnahmen notwendig sind, und teilen der Familie ihre Entscheidung mit. Anschließend zieht die Familie in ein Übergangsquartier. Der Umbau beginnt mit einer zweiten Bestandsaufnahme von John Kosmalla, der für die Planung und Koordinierung der Arbeiten auf der Baustelle zuständig ist. Manuela Reibold-Rolinger beginnt ihre Ermittlungen mit der Einsichtnahme in die Vertragsunterlagen.
Im weiteren Verlauf werden mit Unterstützung von Handwerkern aus der Region die notwendigen Baumaßnahmen umgesetzt, und die Rechtsanwältin nimmt Kontakt mit den vorher am Bau beteiligten Unternehmen sowie deren Anwälten auf, um sich einen Überblick über die rechtliche Ausgangslage zu verschaffen. Anschließend versucht sie, eine aktive Beteiligung des vorherigen Bauunternehmers zu erreichen oder, falls das nicht möglich ist, zumindest eine gütliche Einigung mit den Bauherren herbeizuführen.
Am Ende der Sendung wird Bilanz gezogen, was sich im Vergleich zur Ausgangssituation getan hat, und die Familie kehrt im Rahmen eines Empfangs mit den am Umbau beteiligten Handwerkern in ihr Haus zurück. Im Anschluss daran werden der Familie die Ergebnisse der Umbaumaßnahmen bei einem Rundgang gezeigt.